# Daddy Long Legs
Daddy Long Legs (рус. «длинноногий папочка», «косиножка») — транспортное средство, нечто среднее между трамваем и паромом, действовавшее в Брайтоне (Великобритания) с 1896 по 1901 год (с перерывами).

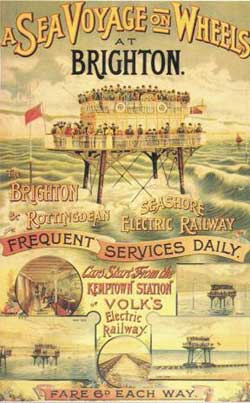
Рекламный плакат

Создателем этого необычного транспортного средства был инженер Магнус Волк (Magnus Volk), один из пионеров электротехники. В 1883 году в Брайтоне открылась созданная им электрическая железная дорога, одна из первых в мире; Волк хотел бы продлить эту дорогу до соседнего Роттингдина, однако из-за рельефа местности строительство дороги по берегу потребовало бы создания выемок и виадуков, поэтому Волк решил создать принципиально новое транспортное средство. Официальное название системы — Прибрежный электрический трамвай Брайтона и Роттингдина (The Brighton and Rottingedean Seashore Electric Tramload).
Название «Daddy Long Legs» происходит от английского названия сенокосца.

## Дорога
Новая железная дорога, строительство которой началось в июне 1894 года, прокладывалась прямо по дну моря. Дорога состояла из двух железнодорожных путей с шириной колеи 82,4 см (2 фута 8,5 дюймов) каждый, расположенных на расстоянии 5,47 м (18 футов) друг от друга. Отрезки рельсов длиной ок. 9 м (30 футов) крепились болтами 15 × 2 см (6 × ¾ дюйма) к бетонным блокам размером 1,5 × 0,9 м (5 на 3 фута), уложенным на дно через каждые 76 см (2 ½ фута).
Длина этой дороги составляла примерно 4,5 км. Она соединяла пирс, устроенный на молу Madeira Drive в Брайтоне со специально построенным в Роттингдине пирсом длиной 91 метр (100 ярдов).
Железная дорога была удалена на 50—90 метров от береговой линии, но во время отлива рельсы обнажались.

## Транспортное средство

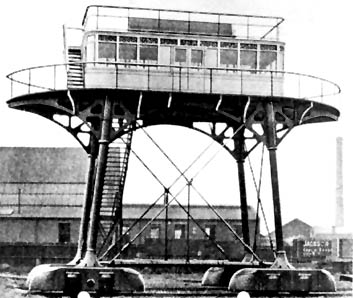
Внешний вид

Транспортное средство представляло собой платформу, установленную на четырёх «ногах» высотой 7 м. Каждая нога опиралась на тележку с четырьмя колёсами диаметром примерно 84 см (33 дюйма), заключённую в обтекаемый кожух. Все кожухи были снабжены скребками для очистки рельс от водорослей и прочего мусора.
Колёса двух тележек (одной с каждой стороны) были ведущими (два 25-сильных мотора General Electric приводили их в действие при помощи червячной передачи), колёса двух других тележек были оборудованы тормозами. Управляли моторами при помощи двух контроллеров трамвайного типа, расположенных на обеих оконечностях платформы.
Платформа размером 13,7 × 6,7 м (45 × 22 футов) имела форму овала. На ней располагалась надстройка-салон размерами 7,7 × 3,8 м (25 ¼ × 12 ½ футов). Пассажиры, максимальное количество которых достигало ста пятидесяти, располагались на палубе, в салоне и на крыше салона.
Общий вес транспортного средства составлял примерно 45 тонн.
Единственное транспортное средство изготовили на заводе Gloucester Railway Carriage & Wagon Company. Экипаж назвали Pioneer («Пионер»), но чаще его называли Daddy Long Legs.
Так как транспортное средство формально приравнивалось к судну, на его борту наличествовали такие атрибуты как флаг, судовой колокол, шлюпка и спасательные круги, а в состав экипажа входил опытный моряк.

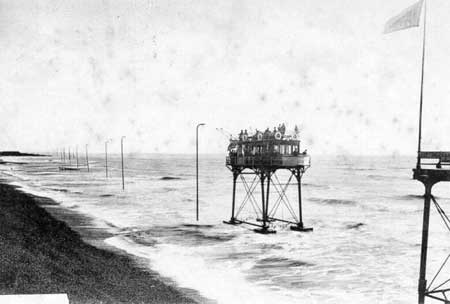
Мачты контактной сети

Первоначально Магнус Волк собирался питать моторы транспортного средства от аккумуляторов, но потом решил использовать питание от контактной сети. Для этого вдоль дороги были установлены мачты, державшие контактные провода на высоте 6,9 м (21 фут) над уровнем воды при весеннем паводке.
Специально для снабжения «морского трамвая» электричеством на пирсе в Роттингдине была построена небольшая электростанция.

## История

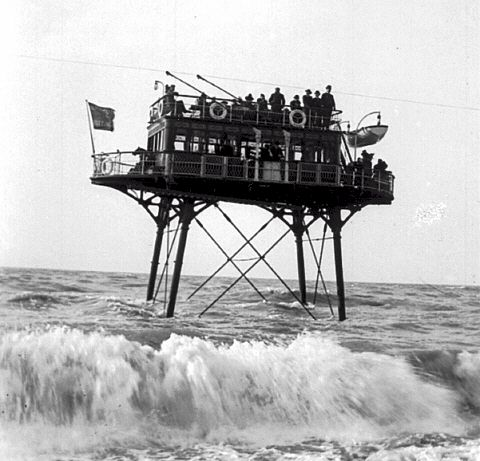
Сильные волны могут опрокинуть «косиножку»

Торжественное открытие движения состоялось 28 ноября 1896 года, после того как дорогу проинспектировала комиссия из министерства торговли. На церемонии присутствовали мэр Брайтона, представители Роттингдина и Хова, а также два члена британского парламента. Первая поездка продлилась примерно 35 минут.
Менее чем через неделю морской трамвай перестал действовать. Причиной этому послужил случившийся в ночь с четвёртого на пятое декабря шторм. «Пионер», пришвартованный у пирса в Роттингдине, сорвался со швартовых и выехал в сравнительно открытое море (путь имел уклон примерно в 1:100). Ветер и волны опрокинули «Пионера»; пострадали и причальные устройства.
Тем не менее, «Пионер» был восстановлен, при этом его ноги удлинили на 60 см (два фута). Подводная железная дорога возобновила работу 20 июля 1897 года и продолжала действовать в течение ещё нескольких лет, при этом не только летом, но и зимой. Хорошо она работала только при низкой воде, а при полном приливе сопротивление воды вынуждало «Пионер» двигаться медленнее пешехода.
В сентябре 1900 года было решено устроить в районе Брайтона новые волноломы, что потребовало бы переноса подводной железной дороги. Магнус счёл это слишком затратным, и в 1901 году мешавшие строительству волнолома части пути были разобраны, после чего необычная железная дорога была закрыта окончательно.
Оказавшийся не у дел «Пионер» простоял у своего причала до 1909 или 1910 года, после чего вместе с остатками рельсов и причалами был продан на слом в Германию.
До наших дней сохранились только бетонные блоки-шпалы, которые можно увидеть при низкой воде.